# Independencia de Croacia

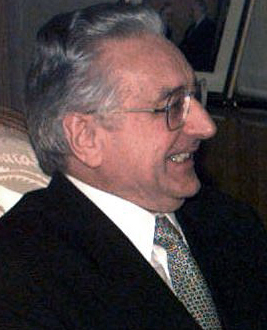
Franjo Tuđman, primer presidente elegido democráticamente y primer presidente de la moderna e independiente República de Croacia

La independencia de Croacia fue un proceso que se inició con los cambios en el sistema político y los cambios constitucionales de 1990 que transformaron a la República Socialista de Croacia en la República de Croacia, que a su vez proclamó la Constitución de Navidad, y celebró el referéndum de independencia de Croacia de 1991.
Después de que el país declarara oficialmente su independencia en junio de 1991 y de la disolución de su asociación con Yugoslavia, introdujo una moratoria de tres meses sobre la decisión cuando la Comunidad Europea y la Conferencia sobre la Seguridad y la Cooperación en Europa le instaron a hacerlo. Durante ese tiempo comenzó la Guerra de Independencia de Croacia.
El 8 de octubre de 1991, el Parlamento croata cortó todos los lazos que quedaban con Yugoslavia. El Comité de Arbitraje de Badinter tuvo que decidir sobre el asunto. Finalmente, la independencia de Croacia fue reconocida internacionalmente en enero de 1992, cuando tanto la Comunidad Económica Europea como las Naciones Unidas otorgaron a Croacia reconocimiento diplomático, y el país fue aceptado en las Naciones Unidas poco después.

## Antecedentes

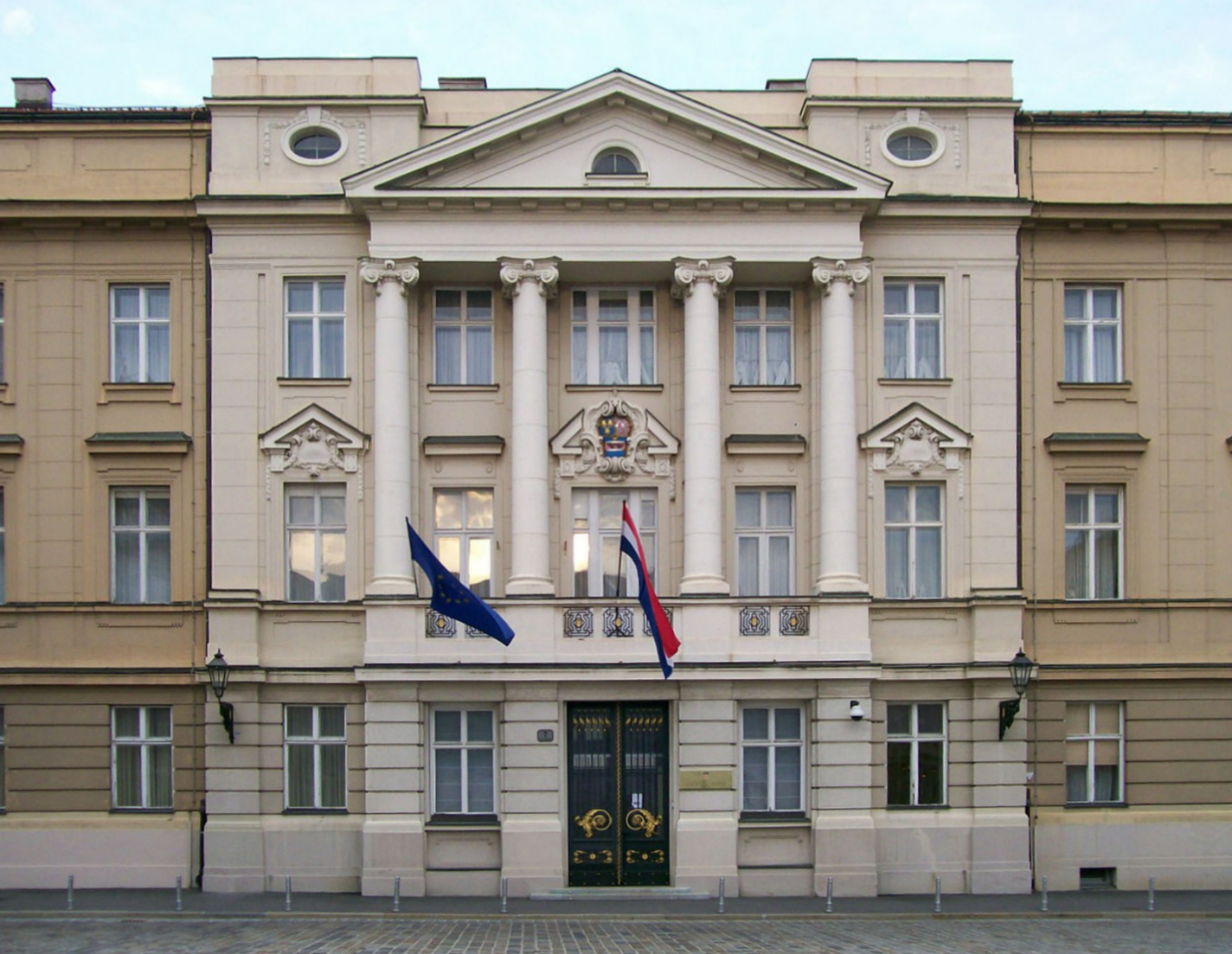
Edificio del Parlamento croata

Tras la disolución del Imperio Austrohúngaro, en 1918, los territorios del antiguo Reino de Croacia y Eslavonia se integraron en el recién formado Reino de los Serbios, Croatas y Eslovenos. Si bien en un inicio se buscó la integración equitativa de todas las etnias que conformaban el nuevo estado, las tensiones interétnicas impidieron ese objetivo, y a partir de 1929 el camino derivó a un gobierno autoritario y centralizado, en el cual se favorecieron los intereses serbios (véase Gran Serbia y serbianización) en desmedro del resto de las nacionalidades, situación que provocó eventos como el asesinato del rey Alejandro en 1934. Se intentó una salida con la creación de la Banovina de Croacia en 1938 como un gobierno autónomo para los croatas católicos, pero su aplicación terminó tras la invasión nazi de Yugoslavia en 1941.
Durante el período de la Segunda Guerra Mundial, de 1941 a 1945, Croacia se estableció como un estado títere llamado el Estado Independiente de Croacia, gobernado por los Ustahs ultranacionalistas y fascistas, respaldado por la Alemania nazi y la Italia fascista dentro del territorio del Reino de Yugoslavia. A partir de 1945 se convirtió en una unidad federal socialista de la República Federal Socialista de Yugoslavia, un estado unipartidario dirigido por la Liga de Comunistas de Croacia creada al final de la Segunda Guerra Mundial en Yugoslavia. Croacia disfrutaba de cierto grado de autonomía dentro de la federación yugoslava. A finales de la década de 1970, un movimiento nacional de protesta croata llamado la Primavera Croata fue suprimido por los líderes yugoslavos. Aun así, la Constitución yugoslava de 1974 otorgó mayor autonomía a las unidades federales, cumpliendo esencialmente un objetivo de la Primavera de Croacia y proporcionando una base legal para la independencia de los constituyentes de la federación.
En el decenio de 1980, la situación política en Yugoslavia se deterioró, con la tensión nacional avivada por el Memorando SANU de 1986 en Serbia y los golpes de Estado de 1989 en Vojvodina, Kosovo y Montenegro. A medida que Eslovenia y Croacia comenzaron a buscar una mayor autonomía dentro de la federación, incluido el estatuto de confederación e incluso la plena independencia, las ideas nacionalistas comenzaron a crecer dentro de las filas de la Liga de Comunistas que aún gobernaba. Cuando Slobodan Milošević subió al poder en Serbia, sus discursos favorecían la continuación de un Estado yugoslavo unificado, en el que todo el poder estaría centralizado en Belgrado. En marzo de 1989, la crisis en Yugoslavia se profundizó después de la adopción de enmiendas a la constitución serbia que permitieron al gobierno de la república serbia reafirmar el poder efectivo sobre las provincias autónomas de Kosovo y Vojvodina. Hasta entonces, varias decisiones políticas se legislaban desde el interior de esas provincias y se votaba a nivel de la presidencia federal yugoslava (seis miembros de las repúblicas y dos miembros de las provincias autónomas). En el discurso de Gazimestan, pronunciado el 28 de junio de 1989, Milošević comentó las "batallas y riñas" actuales, diciendo que aunque actualmente no había batallas armadas, la posibilidad no podía excluirse todavía. La situación política general se puso más tensa cuando en 1989 Vojislav Šešelj se asoció públicamente con Momčilo Đujić, un líder chetnik de la Segunda Guerra Mundial. Años más tarde, el líder serbio croata Milan Babić testificó que Momčilo Đujić había apoyado financieramente a los serbios en Croacia en la década de 1990. Por el contrario, Franjo Tuđman realizó visitas internacionales a finales de los años ochenta para recabar el apoyo de la diáspora croata a la causa nacional croata.

## Transición a la democracia y crisis política
A mediados de 1989, se permitió por primera vez a los partidos políticos distintos del Partido Comunista, iniciar una transición desde el sistema de partido único. Se fundaron varios partidos nuevos en Croacia, entre ellos la Unión Democrática Croata (croata: Hrvatska demokratska zajednica) (HDZ), dirigida por Franjo Tuđman.
En enero de 1990, el Partido Comunista se fragmentó según las diferentes repúblicas, con la facción croata exigiendo una federación más libre. En el 14º Congreso Extraordinario de la Liga de Comunistas de Yugoslavia, el 20 de enero de 1990, las delegaciones de las repúblicas no pudieron ponerse de acuerdo sobre los principales temas de la federación yugoslava. Las delegaciones croata y eslovena exigieron una federación más flexible, mientras que la delegación serbia, encabezada por Milošević, se opuso a ello. Como resultado, los delegados eslovenos y croatas abandonaron el Congreso. Habiendo completado la revolución antiburocrática en Vojvodina, Kosovo y Montenegro, Serbia aseguró cuatro de los ocho votos de la presidencia federal en 1991, y fue capaz de influir fuertemente en la toma de decisiones a nivel federal, porque las decisiones desfavorables podían ser bloqueadas; esto hizo que el órgano de gobierno fuera ineficaz. Esta situación provocó objeciones de otras repúblicas y llamamientos a la reforma de la Federación Yugoslava.
En febrero de 1990, Jovan Rašković fundó el Partido Demócrata Serbio (SDS) en Knin. Su programa afirmaba que la "división regional de Croacia es obsoleta" y que "no se corresponde con los intereses del pueblo serbio". El programa del partido apoyaba la redefinición de las líneas regionales y municipales para reflejar la composición étnica de las zonas, y afirmaba el derecho de los territorios con una "composición étnica especial" a ser autónomos. Esta propuesta se hacía eco de la posición de Milošević de que las fronteras internas yugoslavas debían ser redibujadas para permitir que todos los serbios viviesen en un solo país. Los miembros prominentes del SDS fueron Milan Babić y Milan Martić, que más tarde se convirtieron en altos funcionarios de la RSK. Durante su posterior juicio, Babić testificaría que hubo una campaña mediática dirigida desde Belgrado que retrataba a los serbios de Croacia como amenazados de genocidio por la mayoría croata y que él fue presa de esta propaganda. El 4 de marzo de 1990, se celebró una reunión de 50.000 serbios en Petrova Gora. Los asistentes a la reunión hicieron comentarios negativos en voz alta dirigidos a Tuđman,  corearon "Esto es Serbia" y expresaron su apoyo a Milošević.

## Movimientos políticos y malestar civil
A finales de abril y principios de mayo de 1990 se celebraron las primeras elecciones multipartidistas en Croacia, en las que el triunfo de Franjo Tuđman dio lugar a nuevas tensiones nacionalistas.
Una atmósfera tensa prevaleció en 1990: el 13 de mayo de 1990, se celebró un partido de fútbol en Zagreb entre el equipo Dinamo de Zagreb y el Crvena Zvezda de Belgrado. El partido estalló en violencia entre los aficionados al fútbol y la policía.
El 30 de mayo de 1990, el nuevo Parlamento croata celebró su primera sesión. El presidente Tuđman anunció su manifiesto por una nueva Constitución y una multitud de cambios políticos, económicos y sociales, incluyendo un plan para Yugoslavia como una confederación de estados soberanos.
El 25 de julio de 1990, Croacia introdujo enmiendas constitucionales que afirmaron su soberanía: el prefijo "socialista" se eliminó del nombre del país, el Presidente de Croacia sustituyó al Presidente de la Presidencia, además de otros cambios. Los cambios introducidos en la Constitución de Croacia de julio de 1990 no guardaban relación con la condición de los serbios, que seguía siendo idéntica a la que otorgaba la Constitución croata de 1974 (basada en la Constitución yugoslava de 1974). [cita requerida]
Los serbios nacionalistas de Croacia boicotearon el Sabor y se apoderaron del control del territorio habitado por los serbios, estableciendo bloqueos de carreteras y votando para que esas zonas fueran autónomas. Las "oblasts autónomas" serbias pronto se empeñarían cada vez más en lograr la independencia de Croacia
Cuando el HDZ llegóal poder, se llevó a cabo una purga de los serbios empleados en la administración pública, especialmente en la policía. Los serbios de Croacia ocupaban un número desproporcionado de puestos oficiales: en 1984, el 22,6% de los miembros de la Liga de Comunistas de Croacia y el 17,7% de los funcionarios designados en Croacia eran serbios, entre ellos el 28 y el 31% en el Ministerio del Interior (la policía) Mientras que en 1981 representaban el 11,5% y en 1991 el 12,2% de la población total de Croacia. Una proporción aún mayor de esos puestos había sido ocupada por serbios en Croacia anteriormente, lo que creó la percepción de que los serbios eran guardianes del régimen comunista.
El presidente Tuđman hizo varios comentarios torpes - como el de un discurso del 16 de abril de 1990 en el que dijo "me alegro de que su esposa no sea serbia" que fue sacado de contexto. Todo esto fue distorsionado deliberadamente por los medios de comunicación de Milošević para hacer temer artificialmente que cualquier forma de Croacia independiente era un nuevo "estado ustacha": en una ocasión, la TV de Belgrado mostró a Tuđman estrechando la mano del Canciller alemán Helmut Kohl, acusándolo de conspirar para imponer "un Cuarto Reich". El nuevo gobierno de Tuđman era nacionalista e insensible hacia los serbios, pero no representaba una amenaza para ellos antes de la guerra.
La crisis política se agravó cuando las zonas de población serbia intentaron formar un enclave llamado Krajina Serbia que pretendía separarse de Croacia si la propia Croacia intentaba separarse de Yugoslavia. Los líderes serbios de Krajina se negaron a reconocer la soberanía sobre ellos al gobierno de la República de Croacia. La crisis comenzó en agosto de 1990 con la Revolución de los Troncos, cuando los serbios croatas cortaron árboles y los usaron para bloquear las carreteras. Esto obstaculizó el turismo croata y causó alarma en la provincia de Dalmacia, ya que Croacia era la sede del Campeonato Europeo de Atletismo de 1990 en Split.
El 21 de diciembre de 1990, se aprobó una nueva "Constitución de Navidad", que adoptó una democracia liberal. La constitución definió a Croacia como "el estado nacional de la nación croata y un estado de miembros de otras naciones y minorías que son sus ciudadanos": serbios... que tienen garantizada la igualdad con los ciudadanos de nacionalidad croata...." El estatus de los serbios se cambió de una nación explícitamente mencionada (narod) a una nación listada junto con las minorías (narodi i manjine). Este cambio constitucional también fue considerado por la mayoría de los políticos serbios como la eliminación de algunos de los derechos que los serbios habían sido tenido según la anterior constitución socialista, y alimentó el extremismo entre los serbios de Croacia. Esto no se basaba en la lectura literal de la anterior Constitución de la RS de Croacia, que también trataba únicamente a los croatas como nación constitutiva, diciendo que Croacia era "estado nacional" para los croatas, "estado" para los serbios y otras minorías.
El 21 de febrero de 1991, Croacia declaró que su Constitución y sus leyes estaban por encima de las de la República Federativa Socialista de Yugoslavia, y el Parlamento promulgó una resolución oficial sobre el proceso de disociación (en croata: razdruženje) de la República Federativa Socialista de Yugoslavia y la posible nueva asociación con otras repúblicas soberanas.
Entre agosto de 1990 y abril de 1991 se denunciaron más de doscientos incidentes armados en los que participaron los serbios rebeldes y la policía croata.

## Referéndum y decisiones sobre la independencia
El 19 de mayo de 1991, las autoridades croatas celebraron el referéndum de independencia. Las autoridades locales serbias llamaron a boicotear la votación, que fue seguida en gran parte por los serbios croatas. Al final, la mayoría de los croatas apoyaron la independencia de Yugoslavia, con una participación del 83,56% y las dos preguntas del referéndum contestadas positivamente por el 93,24% y el 92,18% (resp.) del total de votos.
El 25 de junio de 1991, el país declaró su independencia de la República Federativa Socialista de Yugoslavia, finalizando así su empeño por poner fin a su condición de república constituyente. Esa decisión del parlamento fue parcialmente boicoteada por los diputados del partido de izquierda.
La Comunidad Económica Europea y la Conferencia sobre la Seguridad y la Cooperación en Europa instaron inmediatamente tanto a Croacia como a Eslovenia a que no se presentasen a ser reconocidas como Estados independientes por temor a una guerra civil en Yugoslavia. A mediados de 1991, la Guerra de Independencia de Croacia ya había comenzado. Las zonas de Croacia controladas por los serbios formaban parte de las tres "Oblast Autónomas Serbias", más tarde conocidas como la República de la Krajina Serbia, y que la mayoría no estarían bajo control croata hasta 1995 y las partes restantes en 1998.
Croacia fue reconocida por primera vez como Estado independiente el 26 de junio de 1991 por Eslovenia, que declaró su propia independencia el mismo día que Croacia. Pero para el 29 de junio, las autoridades croatas y eslovenas acordaron una moratoria de tres meses sobre la declaración de independencia, en un esfuerzo por aliviar las tensiones. El Acuerdo de Brioni se firmó oficialmente en una reunión de la troika ministerial de la Comunidad Europea, las autoridades yugoslavas, serbias, eslovenas y croatas el 7 de julio. Lituania fue el único Estado que reconoció a Croacia el 30 de julio.
El Comité de Arbitraje de Badinter fue creado por el Consejo de Ministros de la Comunidad Económica Europea (CEE) el 27 de agosto de 1991 para proporcionar asesoramiento jurídico y criterios de reconocimiento a las ex repúblicas yugoslavas. La comisión de cinco miembros estaba integrada por presidentes de tribunales constitucionales de la CEE.

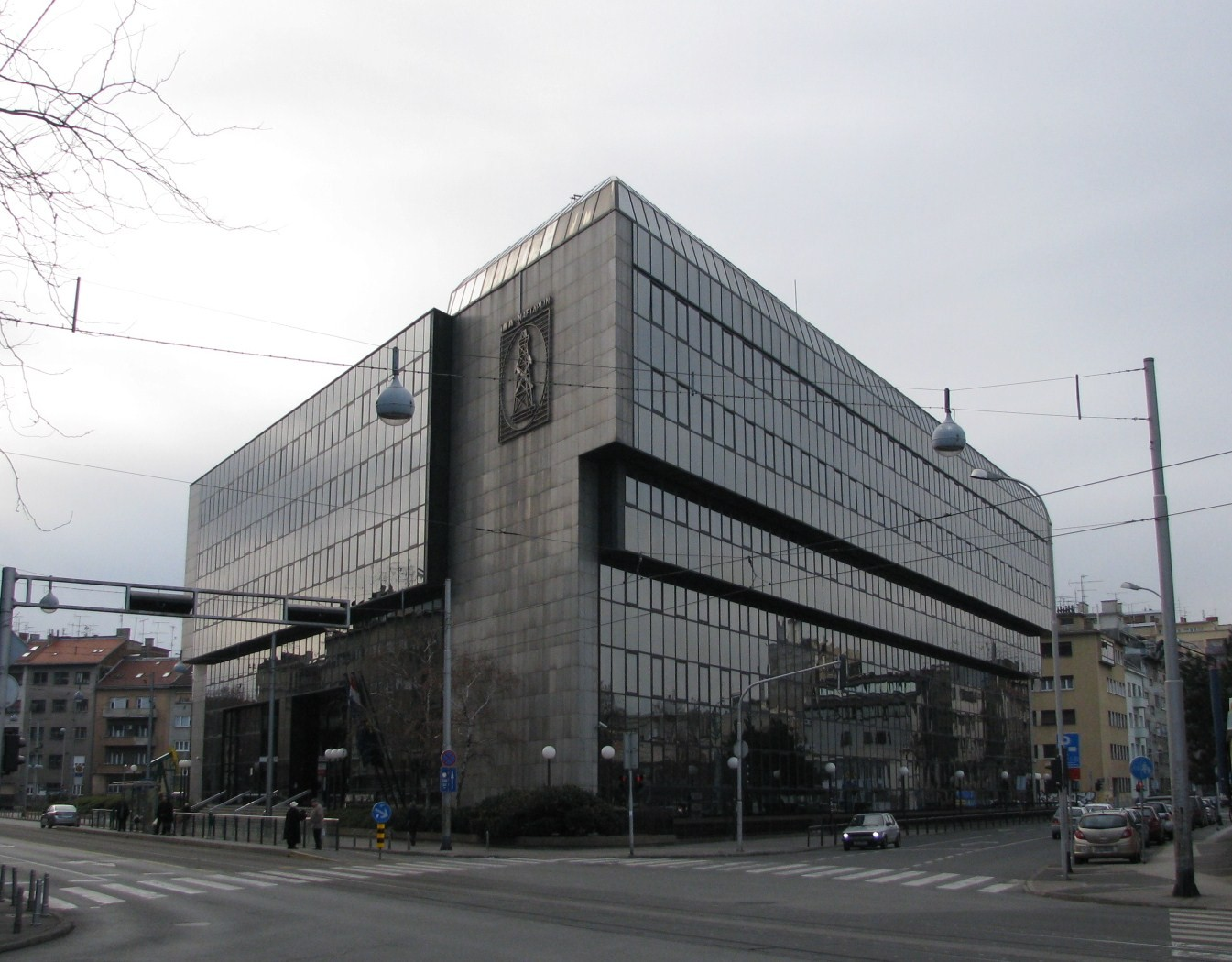
El edificio del INA en la calle Šubićeva, Zagreb fue seleccionado por razones de seguridad como sede de la declaración de independencia del parlamento el 8 de octubre de 1991

El 7 de octubre, la víspera de la expiración de la moratoria, la Fuerza Aérea Yugoslava atacó Banski dvori, el principal edificio gubernamental de Zagreb. El 8 de octubre de 1991, la moratoria expiró, y el Parlamento croata cortó todos los lazos que quedaban con Yugoslavia. Esa sesión particular del parlamento se celebró en el edificio del INA en la avenida Pavao Šubić en Zagreb debido a las preocupaciones de seguridad provocadas por el reciente ataque aéreo yugoslavo; concretamente, se temía que la Fuerza Aérea Yugoslava pudiera atacar el edificio del parlamento. Esta decisión fue alcanzada por unanimidad en el Parlamento, y los únicos diputados parlamentarios que faltaban eran algunos de los partidos serbios que habían estado ausentes desde principios de 1991.

## Reconocimiento general
Alemania abogó por un rápido reconocimiento de Croacia, a fin de poner fin a la violencia actual en las zonas habitadas por los serbios, y Helmut Kohl solicitó el reconocimiento en el Bundestag el 4 de septiembre. A la posición de Kohl se opusieron Francia, el Reino Unido y los Países Bajos, pero los países acordaron adoptar un enfoque común siguiendo la acción unilateral de Alemania. El 10 de octubre, dos días después de que el Parlamento croata confirmara la declaración de independencia, la CEE decidió aplazar dos meses cualquier decisión de reconocimiento de Croacia. El Ministro de Relaciones Exteriores alemán, Hans Dietrich Genscher, escribió más tarde que la CEE decidió reconocer la independencia de Croacia en dos meses si la guerra no había terminado para entonces. Con la guerra aún en curso cuando el plazo expiró, Alemania presentó su decisión de reconocer a Croacia como su política y su deber. La posición de Alemania fue apoyada por Italia y Dinamarca. Francia y el Reino Unido intentaron impedir el reconocimiento alemán redactando una resolución de las Naciones Unidas en la que se pedía que ningún país tomara medidas unilaterales que pudieran empeorar la situación en Yugoslavia..

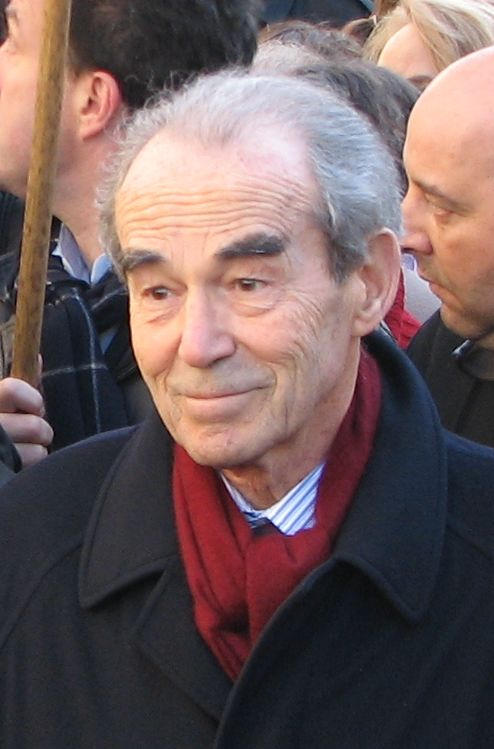
Robert Badinter presidió la Comisión de Arbitraje de la Conferencia sobre Yugoslavia

A partir de finales de noviembre de 1991, la Comisión Badinter emitió una serie de diez dictámines. La Comisión declaró, entre otras cosas, que Yugoslavia estaba en proceso de disolución y que las fronteras internas de las repúblicas yugoslavas no podían ser alteradas a menos que se acordara libremente. Los factores para la preservación de las fronteras de Croacia antes de la guerra fueron las enmiendas constitucionales federales yugoslavas de 1971 y 1974, que concedían a las unidades federales el ejercicio de los derechos de soberanía, y que la federación sólo tenía la autoridad que le había sido transferida específicamente por la constitución. Las fronteras habían sido definidas por las comisiones de demarcación en 1947.
En última instancia, Francia y el Reino Unido dieron marcha atrás durante el debate del Consejo de Seguridad sobre el asunto el 14 de diciembre, cuando Alemania parecía decidida a desafiar la resolución de la ONU. El 17 de diciembre, la CEE acordó formalmente conceder a Croacia el reconocimiento diplomático el 15 de enero de 1992, sobre la base de su solicitud y un dictamen positivo de la Comisión de Arbitraje Badinter.
En su Dictamen Nº 5 sobre la cuestión específica de la independencia de Croacia, la Comisión dictaminó que la independencia de Croacia no debía reconocerse todavía, porque la nueva Constitución de Croacia no incorporaba las protecciones para las minorías exigidas por la Comunidad Europea. En respuesta a esta decisión, el presidente de Croacia, Franjo Tuđman, escribió a Robert Badinter, asegurándole que esa deficiencia sería remediada.
Ucrania y Letonia fueron los primeros en reaccionar reconociendo la independencia de Croacia en la segunda semana de diciembre. La semana siguiente, Islandia y Alemania la reconocieron, el 19 de diciembre de 1991, como los primeros países de Europa occidental en hacerlo.
En respuesta a las decisiones de la Comisión Badinter, la RSK declaró oficialmente su separación de Croacia el 19 de diciembre, pero su condición de Estado y su independencia no fueron reconocidas internacionalmente. El 26 de diciembre, Yugoslavia anunció planes para instituir un estado más pequeño, que podría incluir el territorio capturado a Croacia durante la guerra. Este plan fue rechazado por la Asamblea General de la ONU.
Otros tres países decidieron reconocer a Croacia antes de la fecha prevista en la CEE, a saber, Estonia, la Santa Sede y San Marino. La Comunidad Económica Europea concedió finalmente a Croacia el reconocimiento diplomático el 15 de enero de 1992, y las Naciones Unidas lo hicieron en mayo de 1992.

## Consecuencias
En el período que siguió a la declaración de independencia, la guerra se intensificó, con los asedios de Vukovar y Dubrovnik, y los combates en otros lugares, hasta que un alto el fuego del 3 de enero de 1992 condujo a la estabilización y a una reducción significativa de la violencia.
A finales de 1991, la segunda Yugoslavia dejó de existir efectivamente como Estado, con la dimisión del primer ministro Ante Marković y el presidente de la presidencia Stjepan Mesić en diciembre de 1991, y un gobierno provisional que la representó hasta la disolución formal del país en abril de 1992.
La guerra terminó efectivamente en agosto de 1995 con una victoria decisiva para Croacia como resultado de la Operación Tormenta. Las fronteras actuales de Croacia se establecieron cuando las restantes zonas de Eslavonia oriental en manos de los serbios se devolvieron a Croacia en virtud del Acuerdo de Erdut de noviembre de 1995, y el proceso concluyó en enero de 1998.

## Legado
Desde 2002, el 8 de octubre se celebra el Día de la Independencia de Croacia, mientras que el 25 de junio se reconoce como Día del Estado. Anteriormente, el 30 de mayo, día en que se constituyó el primer parlamento democrático en 1990, se había conmemorado como Día de la Independencia.
A pesar de que no es unas vacaciones públicas, 15 enero está marcado como la Croacia de día ganó reconocimiento internacional por políticos y medios de comunicación croata. En el décimo aniversario de este día en 2002, el Banco Nacional de Croacia acuñó una moneda conmemorativa de 25 kunas.

## Símbolos
|                                                          |
| Bandera usada del 27 de junio al 21 de diciembre de 1990 |

|                                                                         |
| Escudo de armas utilizado del de 27 de junio al 21 de diciembre de 1990 |

|                                                |
| Bandera usada desde el 21 de diciembre de 1990 |

|                                                        |
| Escudo de armas usado desde el 21 de diciembre de 1990 |